# ヴィルヘルム・カール・フォン・プロイセン

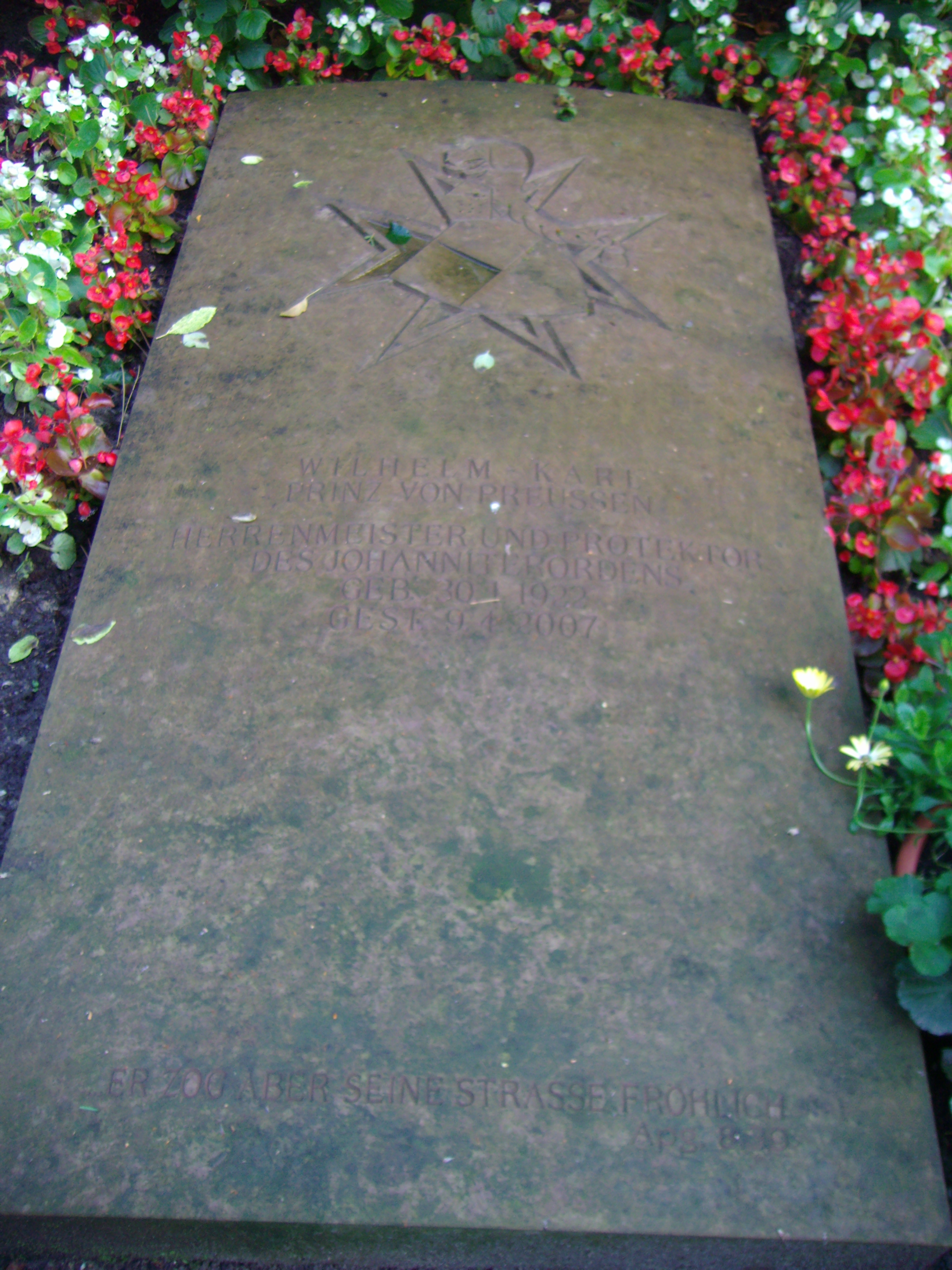
ボルンシュテット墓地にあるヴィルヘルム・カール王子の墓

ヴィルヘルム・カール・プリンツ・フォン・プロイセン（Wilhelm Karl Prinz von Preußen, 1922年1月30日 - 2007年4月7日）は、ドイツ・プロイセンの旧統治者家門ホーエンツォレルン家の一員。ドイツ皇帝・プロイセン王ヴィルヘルム2世の孫息子の1人。全名はヴィルヘルム・カール・アーダルベルト・エーリヒ・デトロフ（Wilhelm Karl Adalbert Erich Detloff Prinz von Preußen）。

## 生涯
ヴィルヘルム2世の五男オスカー王子とその妻イーナ・マリー・フォン・バッセヴィッツ＝レーヴェツォーの間の第4子、三男として生まれた。両親の結婚は貴賤結婚とされ、母と兄姉はルピン伯爵（Graf/Gräfin von Ruppin）の姓を名乗っていたが、ドイツ革命後の1920年にプロイセン王家の正式な成員と認められてプロイセン王子・王女（Prinz/essin von Preußen）を名乗ることを許された。1960年から1984年まで、ホルツミンデンに本社を置く香料会社ドラゴコ社（Dragoco）の社長を務めた。
1958年に死去した父から聖ヨハネ騎士団ブランデンブルク大管区長の職を受け継ぎ、1999年に次男のオスカーに譲るまで41年間務めた。ヴィルヘルム・カールが同騎士団の騎士に叙任されたのは1944年のことである。大管区長として、様々な騎士団の下部組織として様々な社会福祉組織を設立し、また騎士団の本部を東ドイツから西ドイツに移転させた。ドイツ連邦共和国功労勲章の大功労十字章（6等）、マルタ騎士団のプロ・メリト・メリテンセ功労勲章の大十字章を受章している。
1952年3月1日にクレムリンゲン（ニーダーザクセン州ヴォルフェンビュッテル郡）郊外のデシュテット（Destedt）において、アルムガルト・フォン・フェルトハイム（Armgard von Veltheim, 1926年 - 2019年）と結婚し、間に2男1女の3人の子女をもうけた。2007年に死去し、ポツダムのオランジュリー宮殿に隣接するボルンシュテット墓地（Bornstedter Friedhof）に葬られた。

## 子女
- ドナータ・ヴィクトリア・イーナ・マリー・オットーニエ（1952年 - ）
- ヴィルヘルム・カール・オスカー・フリードリヒ（1955年 - ）
- オスカー・ハンス・カール・ミヒャエル（1959年 - ）

## 著作

### 書籍
- Wilhelm-Karl Prinz von Preußen: Auftrag des Johanniters. Ansprachen und Aufsätze. Nieder-Weisel 1983 (= Heft 11 der Schriftenreihe des Hessischen Genossenschaft des Johanniterordens)
- Wilhelm-Karl Prinz von Preußen und Bernd Baron Freytag von Loringhoven: Johanniter und der 20. Juli 1944. 2. Auflage, Nieder-Weisel 1989 (= Heft 14 der Schriftenreihe des Hessischen Genossenschaft des Johanniterordens)
- Wilhelm-Karl Prinz von Preußen, Karl-Günther von Hase und Hans Poeppel: Die Soldaten der Wehrmacht. Herbig, München 1998 (6. Auflage 2000), ISBN 3-7766-2057-9

### 論文
- Ein Kaiserenkel zu den Tagebüchern des Sigurd v. Ilsemann. In: Frankfurter Allgemeine Zeitung, 8. Dezember 1967, Seite 9
- Replik eines Preußen. In: Evangelische Kommentare 10, 1980
- Kein Operettenregiment. In: DIE ZEIT, 13. Mai 1988
- Johannes der Täufer: Patron des Johanniter-Ordens. In: Der Johanniterorden. 3/1989
- Mein Preußenbild. In: Reinhard Appel, Karl-Günther von Hase (Hrsg.): Preußen 1701/2001. eco, Köln 2001, S. 20–25, ISBN 3-934519-80-6